# Drones (Album)
Drones ist das siebte Studioalbum der britischen Band Muse. Es kam am 5. Juni 2015 als CD und Download in den Handel. Bei diesem Konzeptalbum orientierten sich die Musiker an ihren musikalischen Anfängen: weg vom sehr elektronischen New Prog wieder hin zum Alternative Rock.

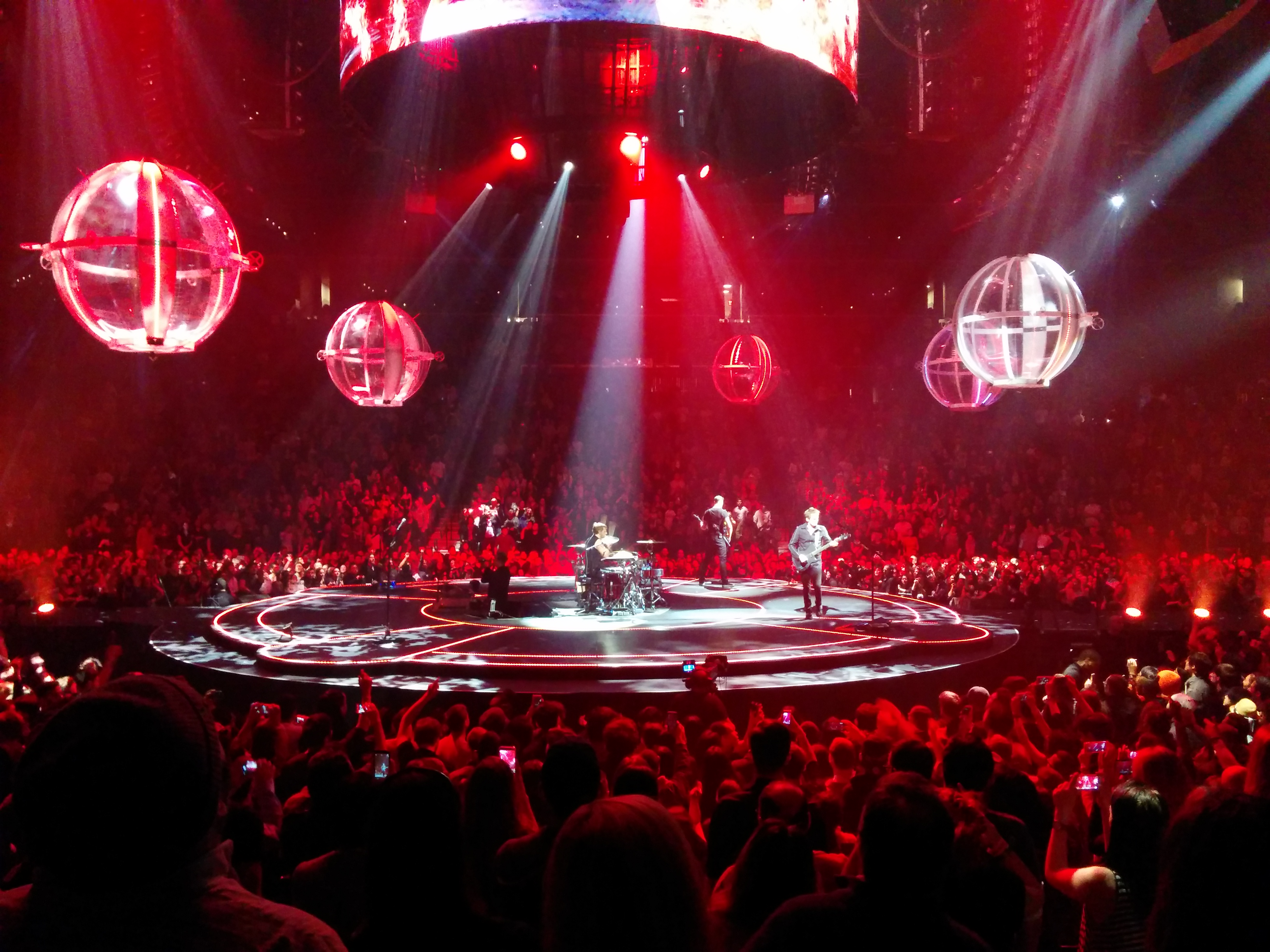
Muse bei einem Konzert in Brooklyn während der Tour zum Album Drones in 2017

## Hintergrund
Der Kopf des Trios Matthew Bellamy entwickelte die Stücke konzeptionell um eine nahe Zukunft, in der die Menschen weite Teile ihrer Verantwortung an Maschinen sowie Kampfdrohnen abgeben, sich von diesen vereinnahmen lassen und sie gleichzeitig vermenschlichen. Dies spiegelt sich schon auf dem gezeichneten Cover wider: Eine anonyme Hand im Anzugärmel steuert einen vermenschlichten Joystick – oder einen verjoystickten Menschen je nach Sichtweise – der wiederum mit einem Joystick Menschen steuert, die er nur auf einem Bildschirm sieht. Produziert wurde das Album von Mutt Lange, der bereits mit Bands wie AC/DC, Def Leppard oder The Cars im Studio war. Die gleichnamige Tour, mit Marmozets im Vorprogramm, dauerte vom Mai 2015 bis zum August 2016. Bei den Auftritten in Amsterdam, Mailand und Berlin wurden Mitschnitte aufgenommen, die im Juli 2018 als Konzertfilm in die Kinos kamen. Bellamy selbst äußerte sich im Vorfeld der Veröffentlichung des Films der Welttournee wie folgt zum Inhalt des Albums:

„Die Symbiose zwischen Mensch und Technik hat mich schon immer interessiert. Drohnen scheinen eine sehr interessante moderne Metapher dafür zu sein. Du möchtest die Leute dazu anregen, dass sie selbst die Frage nach der Rolle der Technologie in unserem Leben stellen und ob es eine gute oder eine schlechte Sache ist.“

Die Aufnahmen wurden überwiegend im Warehouse-Studio im kanadischen Vancouver eingespielt. Ergänzende Aufnahmen von Orchestermusikern und Streichern erfolgten in Mailand. Als Art Director fungierte Matt Mahurin, der auch schon für Disturbed gearbeitet hatte.

### Titelliste
| Nr. | Titel          | Länge |
| --- | -------------- | ----- |
| 1   | Dead Inside    | 4:23  |
| 2   | Drill Sergeant | 0:21  |
| 3   | Psycho         | 5:16  |
| 4   | Mercy          | 3:51  |
| 5   | Reapers        | 5:59  |
| 6   | The Handler    | 4:33  |
| 7   | JFK            | 0:54  |
| 8   | Defector       | 4:33  |
| 9   | Revolt         | 4:05  |
| 10  | Aftermath      | 5:47  |
| 11  | The Globalist  | 10:07 |
| 12  | Drones         | 2:49  |

## Rezeption
Das Album stieß auf ein sehr geteiltes Echo bei den Kritikern. Jenni Zylka lobte das gesamte Werk:

„Muse haben mit „Drones“ ein Konzeptalbum gemacht. Ein irres, unverfrorenes, kitschiges, ernst gemeintes, großartiges Hardrock-Werk, das an Pink Floyd, an Queen erinnert. Das Album zelebriert die Heldenreise von der Drohne bis zur Rebellion. Ein Herz für Pathos sollte jeder haben“

Ganz anders Oliver Götz, der das gesamte Album – Musik, Text und Cover – als sehr platt, naiv sowie dem Thema in keiner Weise angemessen beurteilte und das Konzept wie folgt zusammenfasst:

„Der seelentote („Dead Inside“) Protagonist wird „Drill Sergeant“-seits zum „Psycho“ zurechtgebrüllt / dunkle Mantelmänner essen Seele auf („Mercy“, greint Matt) / die ferngesteuerten „Reapers“ radikalisieren die Beschossenen nur weiter / der wiederbeseelte Drohnenlenker versucht, sich loszusagen von „The Handler“ / Ratatazong-Auftritt des „Defector“ / es gibt eine „Revolt“, begleitet von aufklärerischen Anwandlungen: „our freedom is just a loan“ / und eine „Aftermath“ mit Verbrüderungsszenen, die nichts davon ahnen lassen, dass „The Globalist“ in der Prä-Revolutions-Welt genug Macht auf sich vereint hat, um diese in die atomare Katastrophe zu bomben (weil es ihm an Liebe fehlte) / Rauswerfer-Reprise: „Drones“ , als gregorianischer Kanon, das Schlussakkordwort lautet: „Amen“ (statt „Aua“).“

Die Kritik lobte recht einstimmig die musikalischen Qualitäten des Albums sowie die Rückkehr zu den musikalischen Wurzeln im Alternative Rock. Die meisten Rezensenten waren sich jedoch einig, dass die konzeptionelle Umsetzung in den Texten nicht sehr gelungen sei. Als Beispiel für die zu plakative Herangehensweise wird etwa das sampeln eines J.F.-Kennedy-Zitates häufig erwähnt. Dem kommerziellen Erfolg tat die sehr durchwachsene Kritik keinen Abbruch. Bei den Fans wurde das Album gut aufgenommen und kletterte in den Charts weit nach oben. Die Konzerte im Rahmen der Drones World Tour waren kommerziell ebenfalls erfolgreich.

## Kommerzieller Erfolg

### Chartplatzierungen
| ChartsChartplatzierungen       | Höchstplatzierung | Wochen |
| ------------------------------ | ----------------- | ------ |
| Deutschland (GfK)              | 3 (12 Wo.)        | 12     |
| Österreich (Ö3)                | 2 (14 Wo.)        | 14     |
| Schweiz (IFPI)                 | 1 (51 Wo.)        | 51     |
| Vereinigte Staaten (Billboard) | 1 (18 Wo.)        | 18     |
| Vereinigtes Königreich (OCC)   | 1 (35 Wo.)        | 35     |

| ChartsJahrescharts (2015)      | Platzierung |
| ------------------------------ | ----------- |
| Deutschland (GfK)              | 90          |
| Schweiz (IFPI)                 | 5           |
| Vereinigte Staaten (Billboard) | 172         |
| Vereinigtes Königreich (OCC)   | 30          |

### Auszeichnungen für Musikverkäufe
| Land/Region                  | Auszeichnungen für Musikverkäufe (Land/Region, Auszeichnung, Verkäufe) | Verkäufe |
| ---------------------------- | ---------------------------------------------------------------------- | -------- |
| Australien (ARIA)            | Gold                                                                   | 35.000   |
| Frankreich (SNEP)            | 2× Platin                                                              | 200.000  |
| Italien (FIMI)               | Platin                                                                 | 50.000   |
| Kanada (MC)                  | Platin                                                                 | 80.000   |
| Mexiko (AMPROFON)            | Gold                                                                   | 30.000   |
| Neuseeland (RMNZ)            | Gold                                                                   | 7.500    |
| Niederlande (NVPI)           | Gold                                                                   | 20.000   |
| Österreich (IFPI)            | Gold                                                                   | 7.500    |
| Schweiz (IFPI)               | Platin                                                                 | 20.000   |
| Vereinigtes Königreich (BPI) | Gold                                                                   | 100.000  |
| Insgesamt                    | 7× Gold · 5× Platin ·                                                  | 560.000  |

Hauptartikel: Muse (Band)/Auszeichnungen für Musikverkäufe